# Eisente
Die Eisente (Clangula hyemalis) ist eine monotypische Art, die zur Familie der Entenvögel (Anatidae) gehört. Sie wird der Tribus der Meerenten zugerechnet. Sie nimmt aber innerhalb dieser Gruppe eine Sonderstellung ein, weil sie sich sowohl morphologisch als auch anatomisch von den anderen Arten unterscheidet. Zu den ungewöhnlichen Eigenschaften dieser im hohen Norden verbreiteten Art zählt, dass sie dreimal im Jahr ihr Gefieder wechselt.
Die Eisente zählt zu den zahlreichsten Enten der arktischen Fauna und galt bis vor kurzem als nicht gefährdet. Etwa fünf Millionen Eisenten lebten in Westrussland und dreimal so viele in ihrem übrigen Verbreitungsgebiet. Allerdings erleidet die Art vor allem in Europa seit den frühen 1990er Jahren einen deutlichen Bestandsrückgang und wurde daher von der IUCN im Jahr 2012 erstmals als „gefährdet“ (vulnerable) eingestuft. Unter allen Anatinae hat sie das nördlichste Brutgebiet. In Europa ist sie während des Winterhalbjahrs ein zahlreicher Gast an der Ostseeküste. Zur Zugzeit lässt sie sich etwa im estnischen Matsalu-Nationalpark mit mehr als einer Million Individuen gut beobachten. An der Nordsee kommt sie zahlenmäßig deutlich weniger häufig vor. Nur einzelne Eisenten tauchen unregelmäßig im Binnenland auf.

## Merkmale

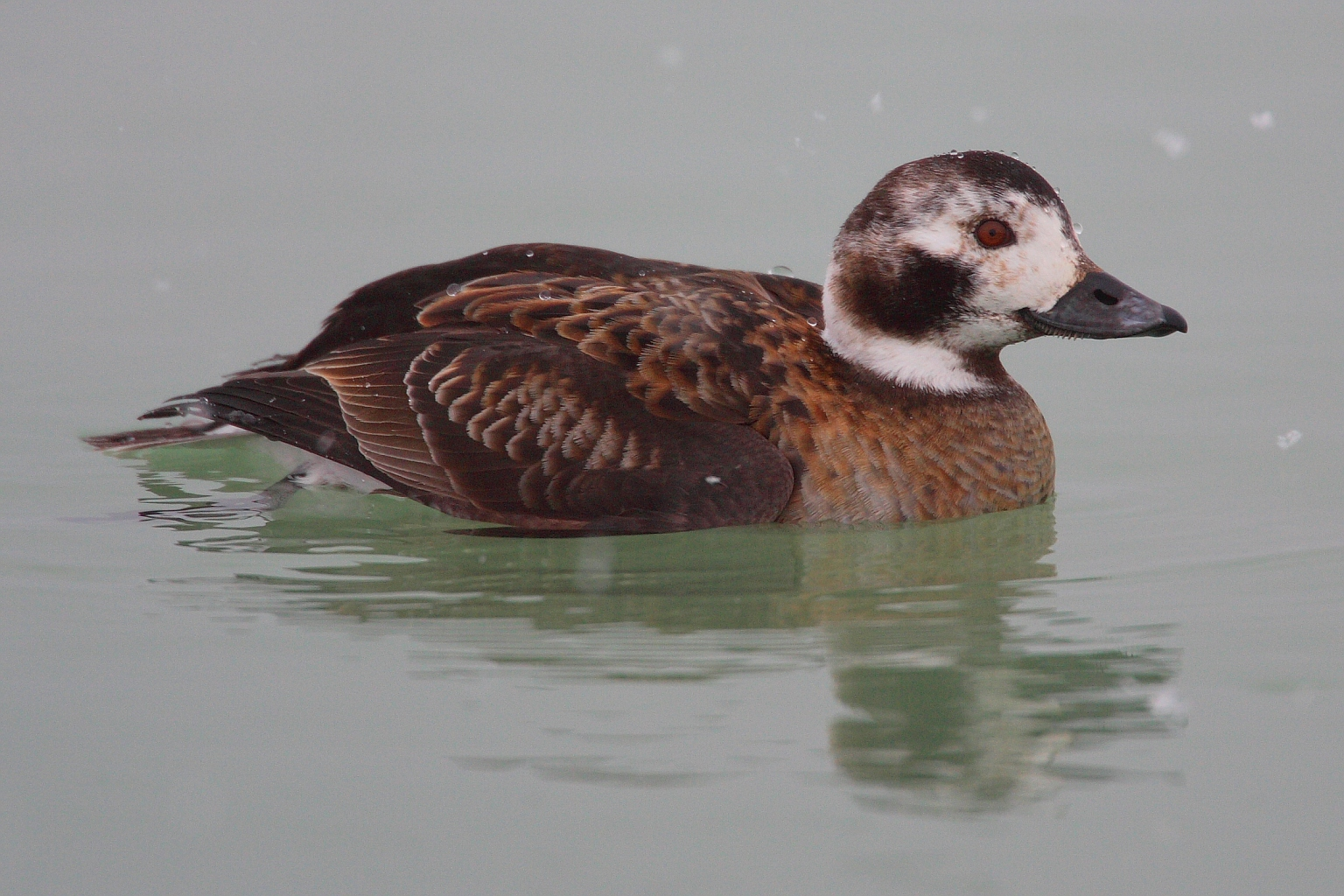
Weibchen

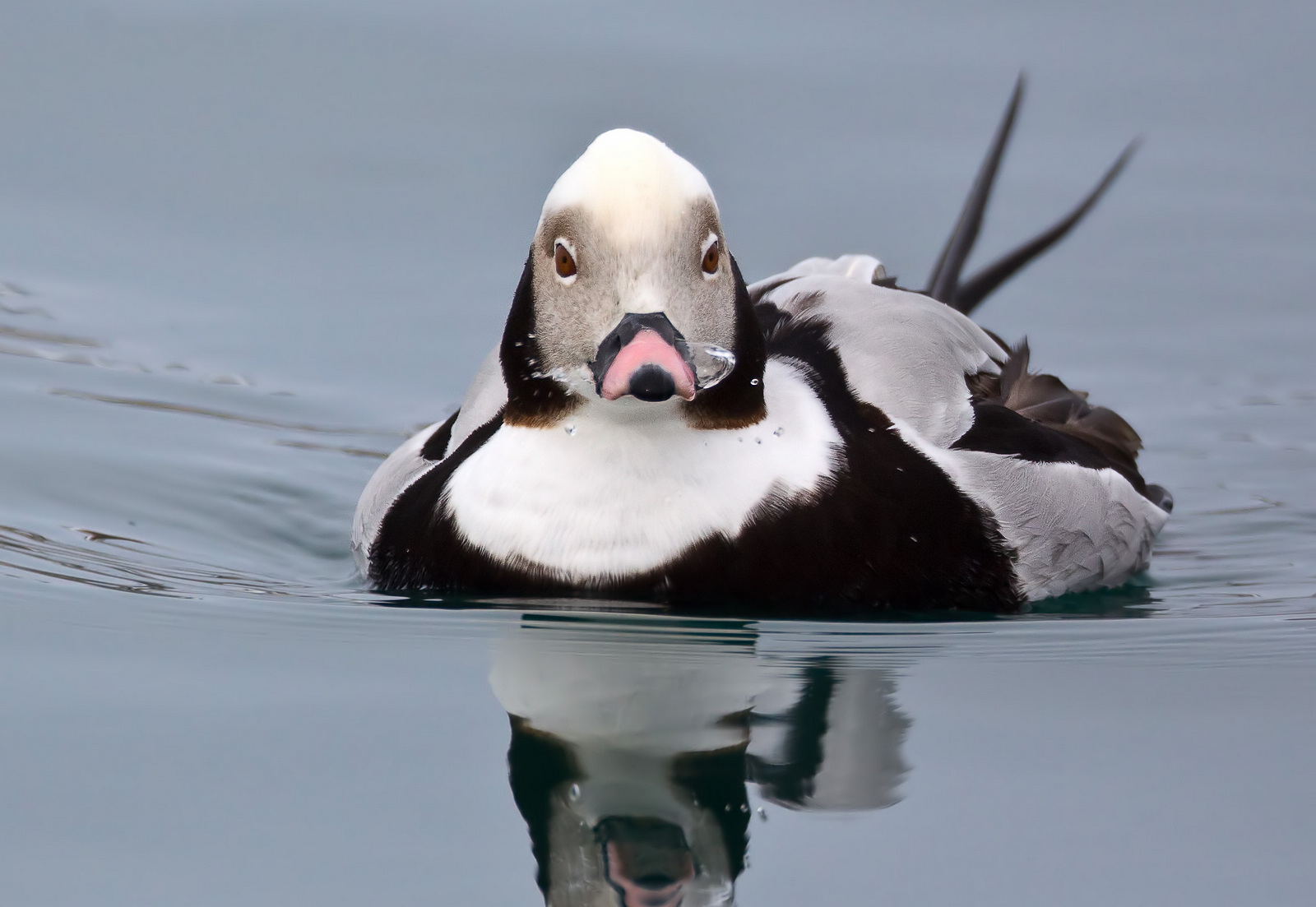
Männchen

Eisenten sind kleine Meerenten. Der Erpel wird ca. 55 cm, das Weibchen ca. 40 cm groß. Der Vogel wird 650–850 g schwer. Sie weisen beide einen kleinen runden Kopf und einen kurzen Schnabel auf. Mit einem komplizierten Mauserschema wechselt die Eisente dreimal im Jahr ihr Kleid: Man unterscheidet ein Winterkleid sowie ein Sommer- und Herbstkleid. Diese Trennung in drei Federkleider ist jedoch nicht immer gegeben. Viele Eisenten mausern beständig ihr Gefieder mit der Folge, dass nicht zwei ausgewachsene gleichgeschlechtliche Vögel sich gleichen. Dieser kontinuierliche Wechsel des Körpergefieders kann eine Anpassung an das Leben in sehr kalten Gewässern sein, bei dem ein stets gut isolierendes Federkleid Vorrang hat. Der Schwanz und die Schwingen werden jedoch nur einmal jährlich nach der Fortpflanzungszeit gemausert.
Kennzeichnend für die Männchen ist der sehr lang ausgezogene, spitz zulaufende Schwanz. Im Winterkleid ist der Kopf des Männchens weiß. Die Partie um die Augen ist grau gefärbt. Ein schwarzes Band verläuft über die Brust. Im Prachtkleid, das der Vogel im Früh- und Hochsommer trägt, ist dagegen der Kopf des Männchens schwarz. Der graue Augenfleck ist nach wie vor gegeben. Im Spätsommer dagegen sind Kopf und Hals gräulich bis weiß. Der Schnabel ist bei vielen Eisenten außerhalb der Brutzeit schwarz.
Die Weibchen sind ganzjährig braunschwarz, die Brust ist dabei etwas heller und spielt mehr ins Graue. Im Winterkleid haben sie einen hellen Kopf mit einer dunklen Platte, die von der Schnabelbasis bis zum Nacken reicht. Sie haben einen unterschiedlichen großen, graubraunen Ohrenfleck, einen dunklen Rücken, ein braunes Brustband und weiße Unterseiten. Im Sommer sind der Hals und der Kopf schwärzlichbraun. Die Gesichts- und Halszeichnung ist grauweiß. Noch nicht ausgewachsene Eisenten ähneln den Weibchen, doch ist ihr Kopf dunkler und die dunkelbraunen Flügel weisen keinen Spiegel auf.
Sie sind in der Lage, auch ohne Anlauf vom Boden abzuheben und erreichen in der Luft eine Geschwindigkeit von bis zu 100 km/h bei sehr schnellem Flügelschlagen. Eisenten fliegen meistens niedrig und können an ihrem hastigen Flug erkannt werden. Die Flügel weisen keine auffälligen Flügelabzeichen auf.

## Stimme
Die Stimme der Eisente ist sehr klangvoll und häufig zu hören. Zur Balzzeit rufen die Männchen mit weit auf den Rücken geworfenem Kopf gauloik, dem häufig ein gau-gau vorangeht. Die Rufe sind weithin vernehmbar.
Der Naturwissenschaftler Robert Sale bezeichnet den Ruf der Eisente als einen der wohlklingendsten unter den Entenvögel. Er ist besonders in den frühen Morgenstunden vernehmbar und einer der charakteristischen Laute der Arktis. Die Ruffreudigkeit der Ente reflektiert sich auch in den Namen der Ente. Im englischen Sprachgebrauch wurde die Ente gelegentlich als Oldsquaw (alte Squaw) bezeichnet, weil sie angeblich so geschwätzig sei wie alte Inuitfrauen. Es sind aber tatsächlich die Männchen, die ruffreudiger sind. Die wissenschaftliche Bezeichnung Clangula hyemalis kann als  lauter Wintervogel übersetzt werden.

## Verbreitung
Eisenten leben hoch im Norden von der Tundra bis zum Packeisgürtel und sind dort die häufigsten Entenvögel. Sie sind zirkumpolar vertreten: Sie brüten von Alaska über den kanadischen Archipel an den arktischen Küsten Nordamerikas. Sie sind außerdem an den meisten eisfreien Küsten Grönlands und Islands vertreten. Sie brüten außerdem von Skandinavien quer durch Nordsibirien bis zur Beringstraße. In südlicher gelegenen Gebieten legen sie ihre Nester im Gebirge an, solange die Temperatur nicht 2 °C übersteigt. Sie ist sehr kälteresistent, und während des Winterhalbjahrs lassen sich Schwärme beobachten, die zwischen dem Packeis schwimmen. Etwa 4 Millionen Eisenten überwintern in der Ostsee, etwa eine weitere Million hält sich im Winterhalbjahr rund um die Aleutenkette vor Alaska auf. Weitere wichtige Überwinterungsgebiete finden sich im Südwesten von Grönland.
Die asiatische Brutpopulation überwintert weiter nördlich. Nur in Ausnahmefällen kommen Eisenten bis zur Küste Nordkoreas vor; die meisten halten sich auch im Winter nördlich von Hokkaidō auf. Als Irrgäste wurden sie jedoch schon in der Türkei, in Israel, Jordanien, Nepal und Indien beobachtet.

## Fortpflanzung

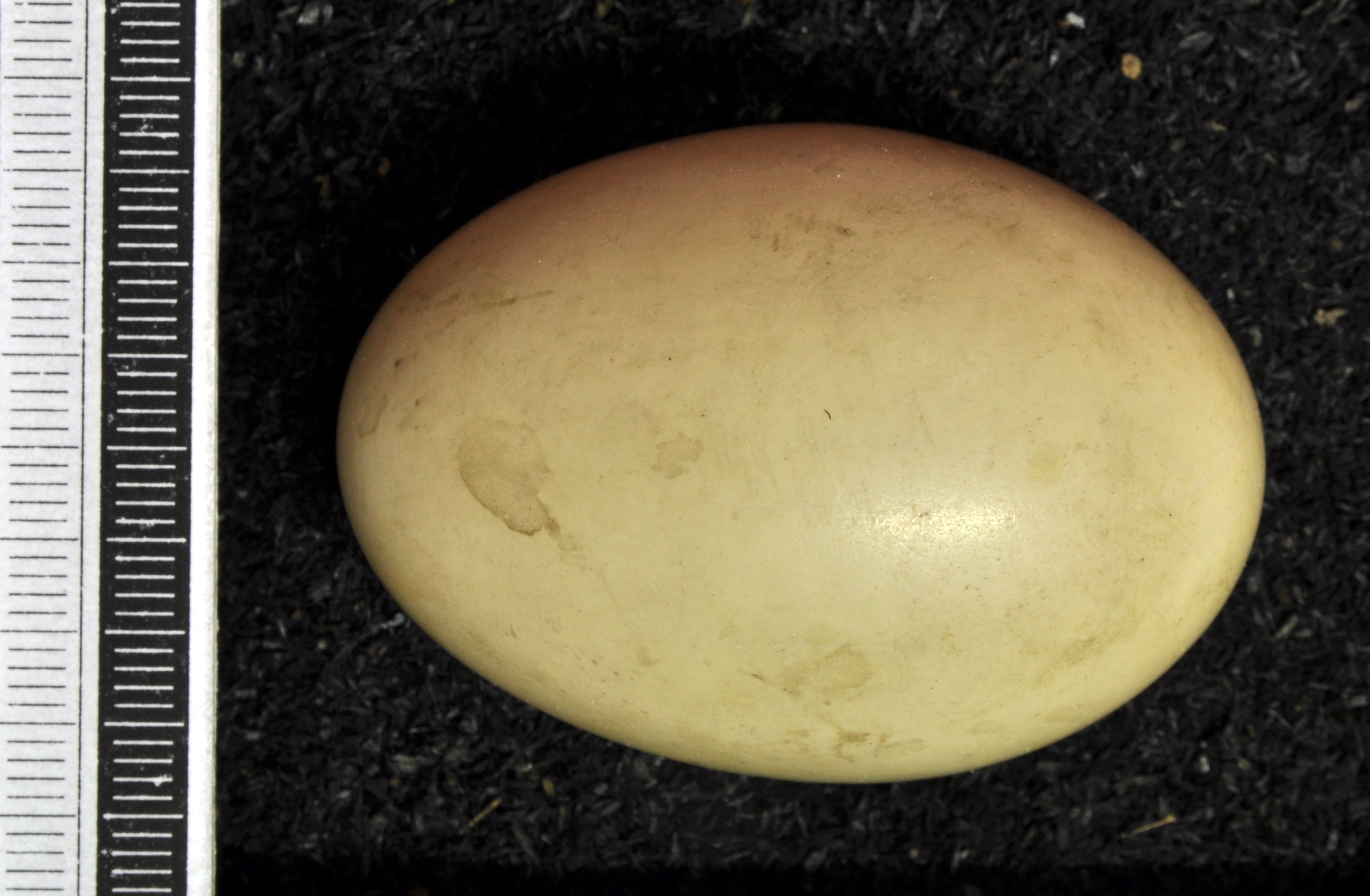
Ei, Sammlung Museum Wiesbaden

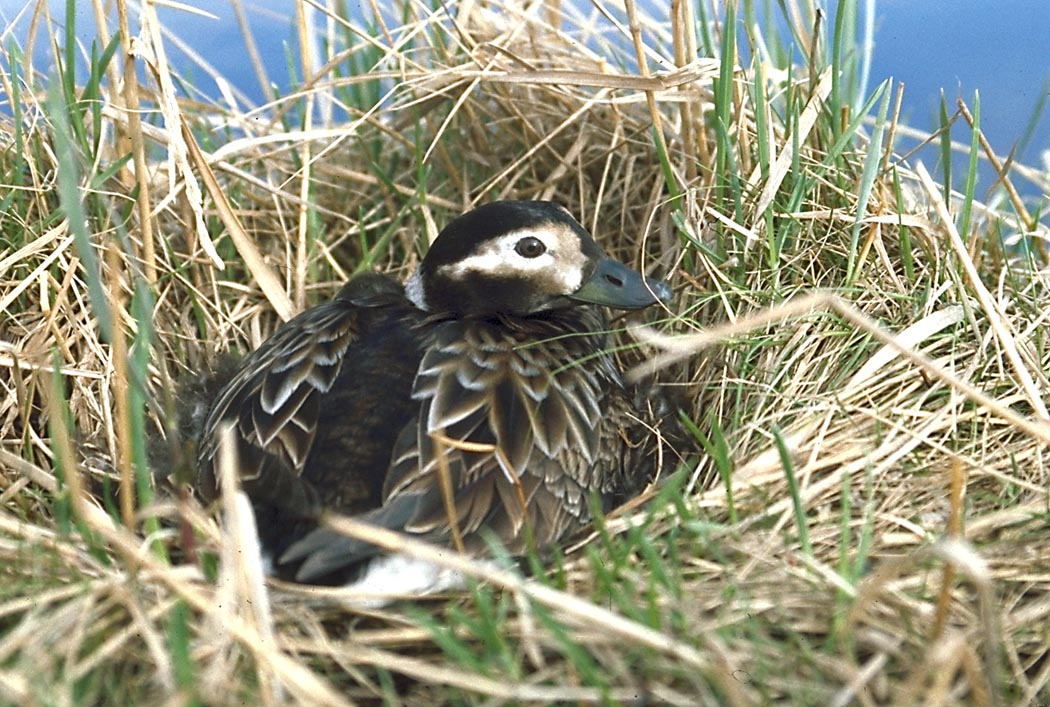
Eisente auf dem Nest

Die Brutzeit der Eisente fällt in den Juni und Juli. Sie brütet an den Süßgewässern der arktischen Tundra. Ihr Nest findet sich in der Regel in Wassernähe. Es ist meist in der Vegetation verborgen. Das Gelege besteht aus fünf bis neun länglichovalen Eiern. Die Eier sind von gelblich bis grünlichgrauer Farbe. Die Inkubationszeit beträgt etwa 25 Tage.

## Nahrung

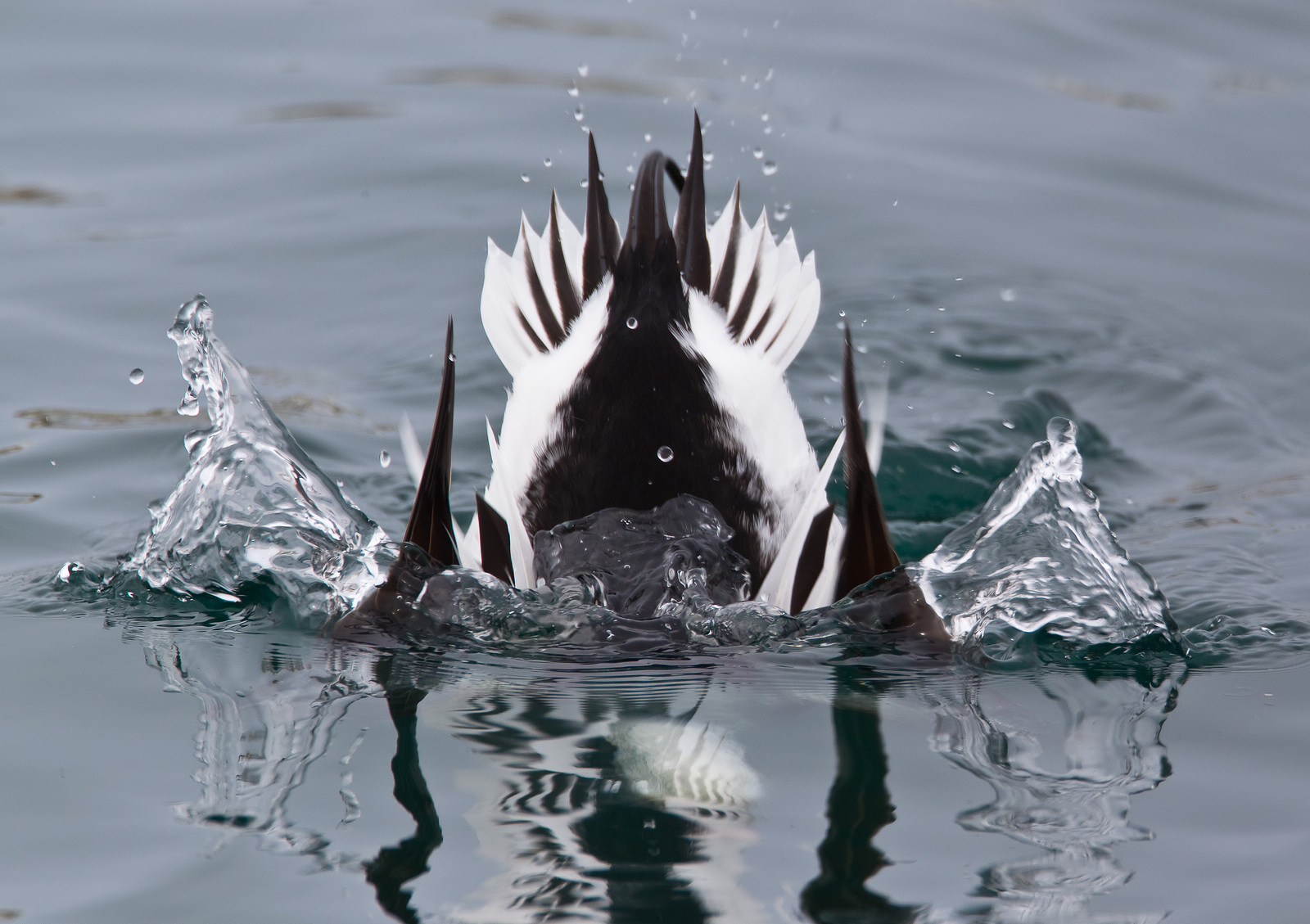
Eintauchendes Männchen

Die Eisente ist ein sehr guter Taucher, die ihre Nahrung gewöhnlich in einer Gewässertiefe von drei bis 10 Metern sucht. Sie ist aber in der Lage, fünfzig bis 60 Meter zu erreichen. Sie ist auch in der Lage, direkt aus dem Flug heraus zu tauchen. Sie frisst überwiegend Schalentiere sowie Weichtiere und Fische. Sie frisst grundsätzlich kleinere Nahrung als die anderen nördlichen Meerenten. Eine gewisse Nahrungskonkurrenz kann jedoch zur Kragenente bestehen.
Noch nicht flügge Jungvögel suchen ihr Futter, indem sie mit halb untergetauchtem Kopf auf dem Meer schwimmen. Die Augen befinden sich dabei unter Wasser. Ihre Nahrung sind überwiegend kleine Insektenlarven und Krustentiere.

## Bestand
Die Eisente ist ein weit verbreiteter Brutvogel der Arktis Eurasiens und Amerikas und die häufigste Ente der Tundrenzone. Die IUCN stufte die Eisente entsprechend bis 2011 stets als „nicht gefährdet“ (least concern) ein und schätzte den Gesamtbestand auf 6,2 bis 6,8 Millionen geschlechtsreife Individuen. Im Jahr 2012 erfolgte jedoch aufgrund drastischer Bestandsrückgänge der im Ostseeraum überwinternden Eisenten die erstmalige Einstufung der Art als „gefährdet“ (vulnerable).
Die sibirischen und grönländischen Populationen sind offensichtlich stabil. Der Bestand Islands ging auf Grund von Ölverschmutzungen und dem Ertrinken in Fischernetzen einige Zeit zurück, hat sich aber mittlerweile stabilisiert.
Die Rückgänge im Ostseeraum werden auf Ertrinken als Beifang in Fischernetzen  zurückgeführt. Allein in Küstengewässern vor Usedom waren von 10.000 Beifang-Opfern unter Wasservögeln über 60 % Eisenten.

## Belege

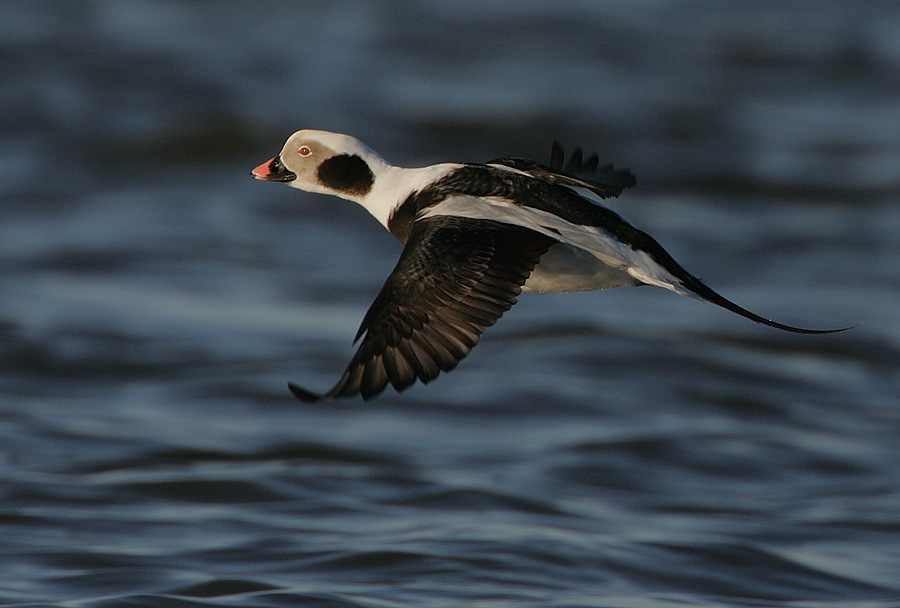
Auffliegende Eisente